# 法魯紅

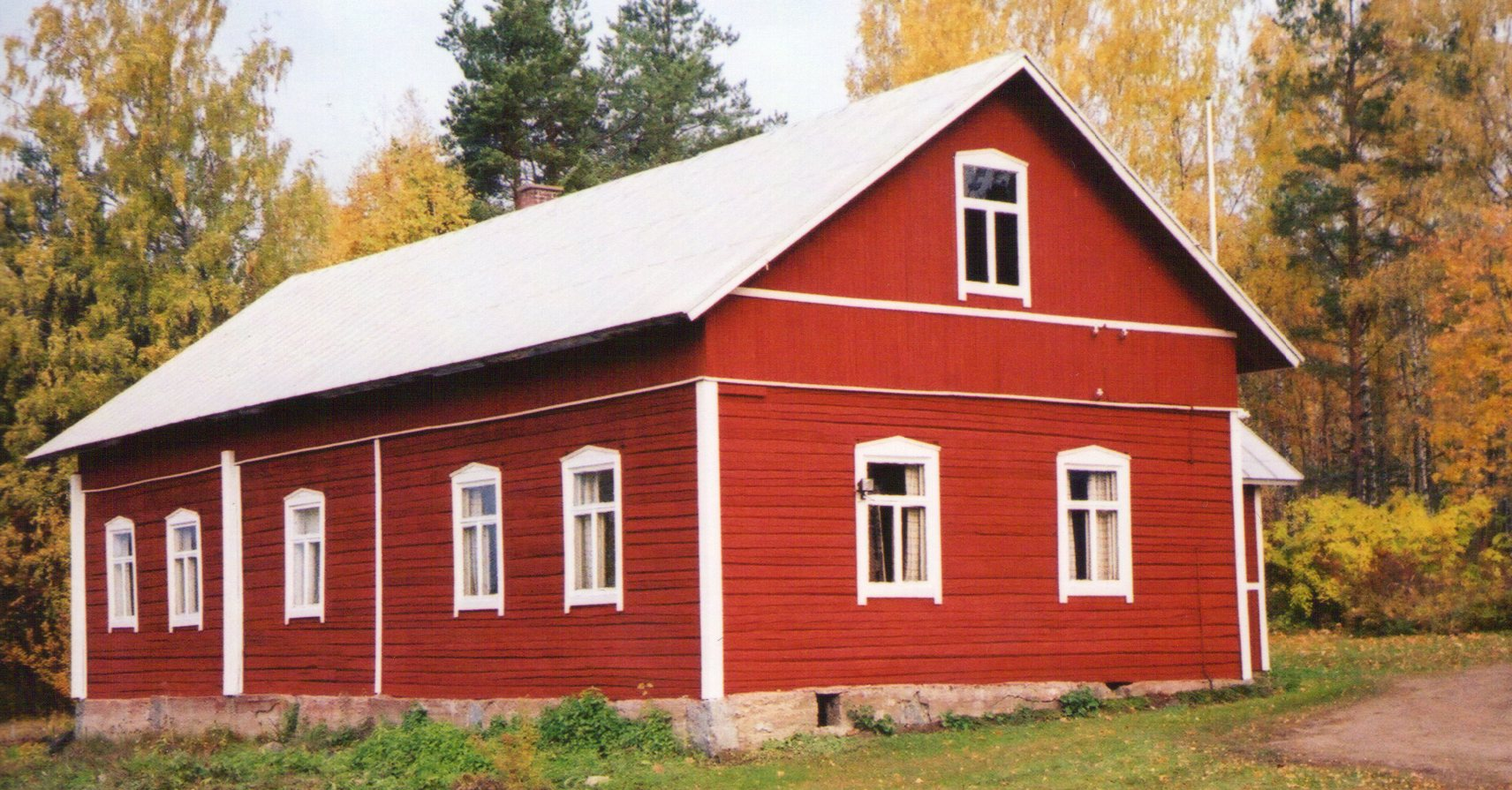
传统芬蘭法伦红色木屋（艾內科斯基、中芬蘭區）。

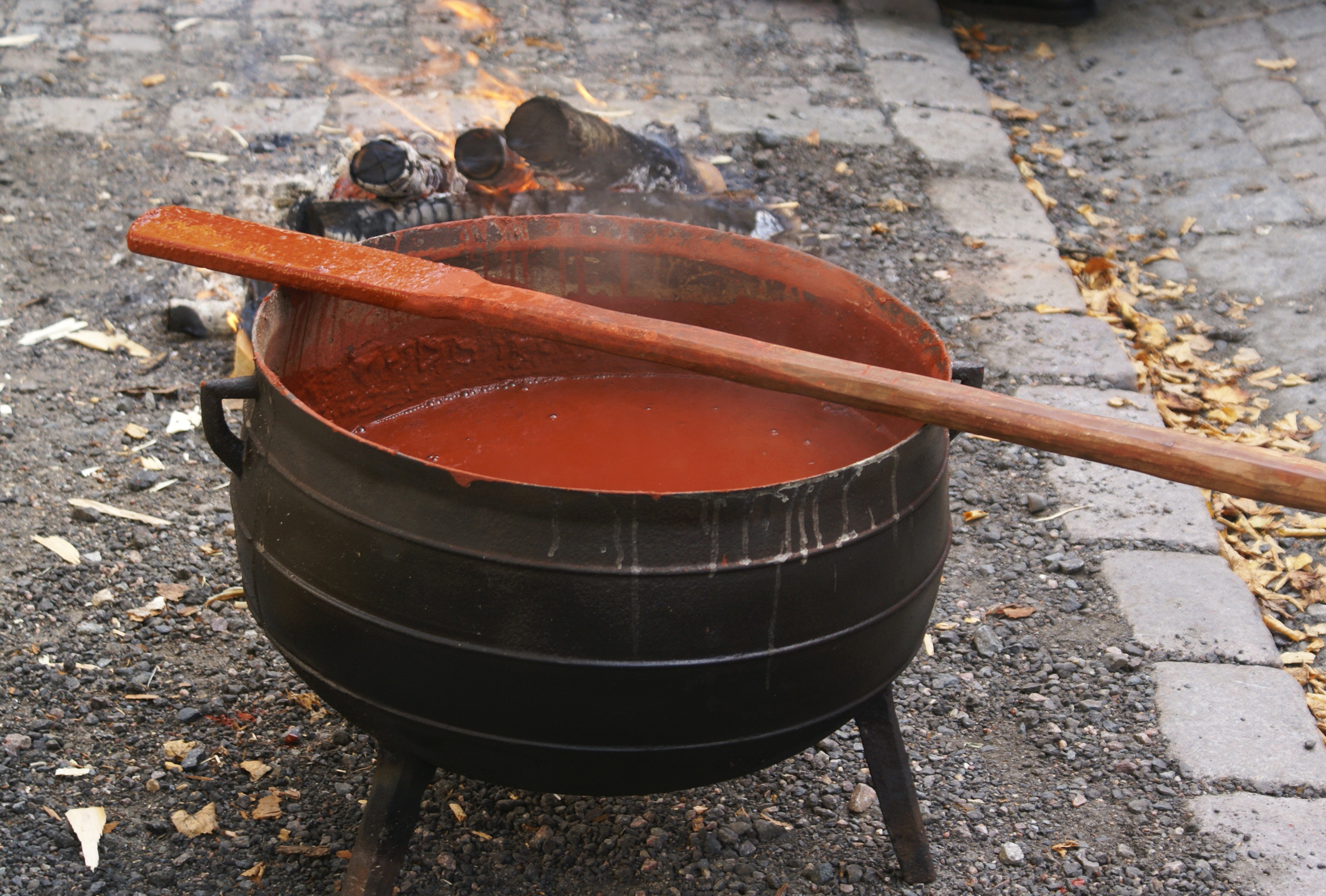
法魯紅混合煮沸后。

法魯紅是一种红色油漆，常見於瑞典、芬兰和挪威的木制小屋和谷仓。法魯紅油漆由水、裸麥穀粉、亞麻籽油、硅酸盐、氧化铁、铜化合物和锌等原材料製成。

## 外部連結
维基共享资源上的相關多媒體資源：法魯紅